# Univers compartit
Un univers compartit és un conjunt d'espais i normes bàsiques que ambienten obres de ficció de diferents personatges i sovint autors. Es tracta d'un món ficcional complet on s'insereixen obres independents o sagues que fan referència a elements d'altres obres, de manera que es puguin llegir com episodis d'un relat coral. Abunda en la fantasia i la ciència-ficció. Va més enllà de la fanfiction, tot i que la inclou, ja que els diferents autors poden ser igual de canònics, i no estan supeditats a un model original, malgrat l'univers compartit hagi sorgit d'una sola persona als seus inicis.
L'univers compartit pot afectar diversos formats, com llibres, videojocs, pel·lícules, música o jocs de tauler ambientats en el mateix món. La coherència interna entre les obres varia segons l'univers, el nombre d'autors implicats i l'acceptació popular, que recrea nous episodis. Els seus orígens històrics poden buscar-se en els cicles de l'èpica.
Alguns exemples d'universos compartits són l'Univers Marvel, Els Regnes Oblidats (Forgotten Realms), la saga Star Trek o el món dels Mites de Cthulhu.